# Servidumbre por deudas
La servidumbre por deudas, también conocida como esclavitud por deudas o trabajo en condiciones de servidumbre es la promesa de los servicios de una persona como garantía del pago de una deuda u otra obligación. Cuando las condiciones del pago no están claras o no son razonablementes, o cuando la deuda es excesivamente grande, la persona que posee la deuda tiene cierto control sobre el trabajador, cuya libertad depende del pago de la deuda.  Los servicios requeridos para pagar la deuda pueden no estar definidos, y la duración de estos servicios puede ser indefinida, permitiendo así el deudor exija dichos servicios indefinidamente.  La servidumbre por deudas puede transmitirse de generación en generación. 
Actualmente la servidumbre por deudas es el método más común de esclavización, con aproximadamente 8,1 millones de personas obligadas a trabajar ilegalmente según lo indicado por la Organización Internacional del Trabajo en 2005.  La servidumbre por deudas ha sido descrita por las Naciones Unidas como una forma de " esclavitud moderna" y la Convención Complementaria sobre la Abolición de la Esclavitud busca abolir su práctica.   